# Деметре III
Деметре III (груз. დემეტრე; д/н — 975) — 12-й цар Абхазії у 967—975 роках.

## Життєпис
Походив з династії Леонідів (Анчабадзе). Третій син абхазького царя Георгія II. Про дату народження та молоді роки обмаль відомостей.
967 року після смерті свого старшого брата Леона III посів трон. Невдовзі проти нього виступила месхетінська і частина картліської знаті, яка висунула претендентом на трон молодшого брата Теодозіо. Проте повсталі були швидко переможені Деметрієм III, а Теодозіо втік до Картлі, звідки перебрався під захист Давида III, царя Тао-Кларджеті.
Розуміючи згубність протистояння з братом, чим могли скористатися зовнішні вороги Деметре III, тому замирився з Теодозіо. Через деякий час звинуватив того у змові та наказав засліпити, що спричинило нове повстання, яке з труднощами було придушено.
Деметре III помер 975 року. Йому спадкував брат Теодозіо III.